# 藤枝市立広幡中学校
藤枝市立広幡中学校（ふじえだしりつ ひろはたちゅうがっこう）は、静岡県藤枝市上当間にある公立中学校。

## 沿革
- 1947年4月1日 - 「広幡村立広幡中学校」設立
- 1957年4月1日 - 町村合併により藤枝市立広幡中学校と改称（越後島は焼津市立大村中学校へ）
- 1961年7月1日 - 体育館完成
- 1967年8月15日 - 男子バレーボール部県大会優勝
- 1968年
  - 5月1日 - 完全給食開始
- 10月24日 - 県指定道徳教育研究発表会
- 1973年11月8日 - 同窓会結成
- 1978年9月2日 - 新校舎完成
- 1979年11月15日 - 市指定研究発表会
- 1980年
  - 2月28日 - 屋内運動場完成
  - 3月4日 - 校歌発表
  - 8月4日 - 水泳用プール完成
- 1981年6月23日 - 夜間照明灯6基完成
- 1986年2月28日 - 増築校舎完成
- 1988年3月10日 - 移設10周年記念式典
- 1990年
  - 2月9日 - 新校旗完成・披露式典
  - 10月14日 - 志太地区陸上競技大会男女総合優勝
- 1993年11月11日 - 市指定研究発表会
- 1995年3月10日 - 技術科教室・柔剣道場完成
- 1996年
  - 9月23日 - 志太地区陸上競技大会男子の部優勝
  - 11月30日 - 創立50周年記念式典
- 1997年2月21日 - グランド散水設備完成
- 1998年
  - 4月1日 - 文部省「道徳的実践活動推進事業」の地域指定を受ける（10～12年度）
  - 4月13日 - 校舎屋上防水設備工事完了
  - 11月30日 - 10年度「子どもフォーラム」開催
- 1999年11月17日 - 11年度「子どもフォーラム」開催
- 2000年11月14日 - 12年度「子どもフォーラム」開催
- 2001年12月1日 - 「子どもフォーラム2001ひろはた」開催
- 2002年11月15日 - 「子どもフォーラム2002ひろはた」開催
- 2003年
  - 8月18日 - ガラス飛散防止フィルム貼付工事完了
  - 9月30日 - 東門拡張工事完了
  - 10月11日 - 志太駅伝競技大会　男子優勝・女子準優勝
- 2004年
  - 1月20日 - 玄関スロープ設置工事完了
  - 10月13日 - 志太駅伝競走大会　男子7位・女子準優勝
  - 10月29日 - 校内LAN施設工事完了
- 2005年12月1日 - 屋内運動場耐震工事完了
- 2009年8月30日 - 当校で自殺者が

発生。
- 2022年4月1日 - 当校初の大幅な制服変更

## 小学校区
- 藤枝市立広幡小学校

## 平成21年度グランドデザイン
自立・共生
- 自立（目標実現に向けて主体的に活動する生徒）
- 共生（互いに認め合い高めあう生徒）

## 専門委員会
- 生徒会
- 代議委員会
- 図書専門委員会
- 広報専門委員会
- 選挙管理委員会
- 給食専門委員会
- 保健専門委員会
- 整美専門委員会
- 合唱専門委員会

## 部活動
- 女子バレーボール部
- 部活動後援会
- 卓球部
- バスケットボール部（男・女）
- 野球部
- サッカー部

## 周辺施設
- 藤枝市立広幡小学校
- たちばな保育園 (藤枝市)
- グランドボウル藤枝
- 東名高速道路焼津IC
- 公認東名自動車学校

## 出身著名人
- 浅羽由紀 - 歌手
- 佐藤友祈 - 車いす陸上競技選手